# Escuela chilota de imaginería
La Escuela chilota de imaginería, también denominada Escuela hispano-chilota de santería, es una manifestación artística y cultural que se desarrolló en el archipiélago de Chiloé a partir del siglo XVI en el marco de la misión circular evangelizadora instaurada por los misioneros jesuitas, y que alcanzó su punto culminante a finales del siglo XIX.
Su carácter de escuela viene dado por constituir estas imágenes un «tipo» que alteró el arquetipo propio de la imaginería americana o española de los siglos barrocos, desarrollándose localmente a partir de modelos venidos de Europa y países americanos, no ciñéndose a las características propias de las imágenes peninsulares, quiteñas o cuzqueñas, apreciándose en ellas diferencias en la técnica, en los materiales empleados y el estilo, formando un arte de características propias.

## Origen
Dedicada a la representación plástica de temas religiosos, esta escuela de imaginería se constituyó con una finalidad devocional, litúrgica, procesional o catequética, vinculada por cierto al catolicismo; en efecto, se puede señalar que:

[...] la existencia de decenas de capillas que eran recorridas durante el año por una misión ambulante compuesta de religiosos jesuitas primero y de franciscanos después, impulsó la necesidad de representar al santo patrono y protector de cada una de esas iglesias. El encargo de estas imágenes a algunos de los grandes centros artísticos resultaba particularmente oneroso, sobre todo tratándose de tierras pobres y de escasa producción, como eran las de Chiloé, y por añadidura, muy aisladas y lejanas de los centros artísticos. (González, 1978, p. 39).

Así, esta expresión de arte religioso fue implantada por los misioneros jesuitas, quienes además de instruir a los indígenas en el arte de la escultura, instauraron diversos talleres locales destinados a casi todos los oficios y artes decorativas, cuyas piezas pasaron a ornamentar las iglesias, pudiéndose señalar en consecuencia, que probablemente un porcentaje significativo de las 456 piezas de imaginería que se han catastrado en la literatura, hayan tenido su origen en aquel núcleo. Estos talleres funcionaron desde el siglo XVI hasta fines del siglo XIX.
Debido al carácter icónico de la misma, es catalogada por diversos investigadores como una expresión única de convergencia cultural, teniendo rasgos de características populares, donde la manera de trabajar y policromar cada pieza pasa a conformar una escuela de santeros; en efecto, estas obras sacras coloniales
presentan rasgos de uniformidad peculiares, distintas a las que se pueden observar en el arte del Chile colonial o de la América colonial.

## Taxonomía tipológica
Dentro del conjunto de piezas realizadas, y que permiten realizar una clasificación de esta imaginería, se puede mencionar la presencia de al menos cuatro técnicas: 
- Bulto entero: representadas como una sola pieza tallada en madera, y que por algunos autores son raras en el archipiélago.[2] Aquí, se tienen como referentes a las imágenes de San Miguel y San Francisco en el Convento Franciscano de Castro, Nuestra Señora del Patrocinio en Quilquico, o San Ignacio en Achao (siglo XVIII), entre otras.

- Candelero o Bastidor: estas figuras se caracterizan por poseer una cabeza, manos y pies tallados, mientras que el cuerpo se simula con un fastuoso traje. De gran predominancia en los artículos que se encuentran identificados (quizá porque este tipo de imaginería aparece en Chile en el siglo XVI),[9] se cubren -la gran mayoría- con ropajes coloridos y gran cúmulo de accesorios como collares, anillos, coronas y rosarios, entre otros.[10] Dentro de sus exponentes, se pueden mencionar a la Virgen del Rosario (siglo XIX) presente en Chaulinec.

- Tela encolada: imágenes que aparecen durante el siglo XVIII,[9] se caracterizan por utilizar en vez de madera en la construcción del cuerpo, tela (lienzo y brin) rígidizada con yeso, representando una anatomía corporal que de hecho no existe.[3] Sus tamaños fluctúan entre 250mm y 1.500mm.[11]

- Articuladas: de gran difusión en el siglo XVIII,[9] también fue utilizada como técnica en Chiloé;[12] en particular se caracterizan por la presencia de tallados completos (de calidad mixta y tamaño variable) con la presencia de sistemas que daban movimiento a cabeza, brazos y piernas, provocando un efecto realista. Aquí, la mayor elaboración se encuentra normalmente en la cabeza y las manos, mientras que el tronco se talla sin pulir, cubriéndose luego con ropajes.[2]